# Robin Aspland

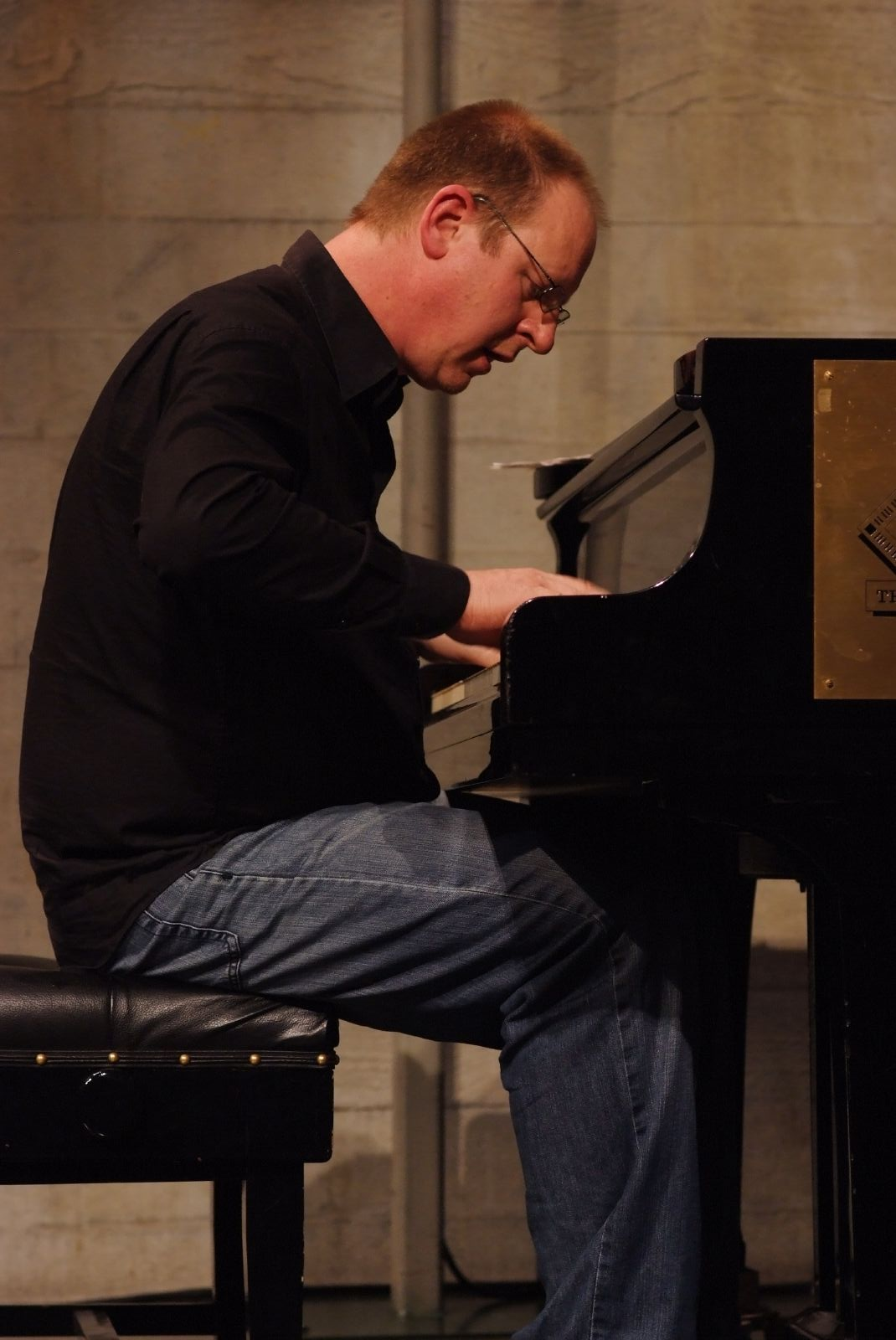
Robin Aspland (2008)

Robin Michael Aspland (* 6. Dezember 1961 in Leeds) ist ein britischer Jazz-Pianist und Keyboarder (Fender Rhodes, Hammond B3, Clavinet usw.), der gelegentlich auch Schlagzeug spielt.

## Leben
Aspland, der mit sieben Jahren Chorknabe wurde, erhielt eine musische Ausbildung an der Roundhay High School in Leeds, um dann am Colchester Institute Jazz zu studieren. Nachdem er mit verschiedenen Gruppen in der Region aufgetreten war, zog er 1984 nach London. Im Folgejahr wurde er Mitglied des Pasadena Roof Orchestra. In den 1990er Jahren machte er sich einen Namen als Begleiter von Musikern wie Iain Ballamy, George Coleman, John Dankworth & Cleo Laine, Pete King, Dick Morrissey, Orphy Robinson, Arturo Sandoval, Ronnie Scott, Bobby Watson und Kenny Wheeler. Er gehörte sechs Jahre zur Band von Van Morrison. Im Folgejahrzehnt baute er seine Reputation als Begleiter von Sängerinnen wie Tina May, Liz Fletcher, Karen Lane, Claire Martin, Curtis Stigers, Anita Wardell, und Jane Horrocks (The Further Adventures Of Little Voice) aus.
Auch gehörte er zum Quartett von Roger Beaujolais und trat mit Alec Dankworth, Jim Mullen, Dave O’Higgins, Ray Russell, Art Themen, Nigel Hancock, Ed Motta, und Kate Williams auf. Aspland trug nicht nur zum Soundtrack von Der talentierte Mr. Ripley (1999) bei, sondern war dort auch in einer Nebenrolle zu sehen. Weiterhin ist er auf Alben von Tim Garland, Georgie Fame, Billy Jenkins, Sktech, Mose Allison, Adam Glasser, Karen Sharp, Alan Barnes und Joe Mudele zu hören.

## Lexikalische Einträge
- John Chilton Who's Who of British Jazz Bloomsbury 2004 (2. Auflage)
- Oxford Encyclopedia of Popular Music Oxford University Press